# Пыркакайские штокверки
Пыркакайские штокверки — одно из крупнейших в России месторождение олова. Расположено на Чукотке, в пределах Чаунского района, в 85 км восточнее Певека.
Запасы месторождения оцениваются около 350 тыс. тонн.

## История открытия
Первые сведения о месторождении были получены в 1937 году. В следующем, 1938 году, начались поисково-оценочные работы, которые продолжались до 1946 года. После возобновления поисково-ревизионных работ в 1961—1967 г.г. началась капитальная разведка оловорудных месторождений узла, которая продолжалась до 1980 года.

## Характеристика месторождения
Пыркакайский оловоносный узел является частью Куйвивеемо-Пыркакайского оловоносного района, расположенного на восточном побережье Чаунской губы и занимающего площадь 4-5 тыс.км². В зоне Пыркакайского оловоносного узла выявлено три рудных поля: Первоначальное, Нагорное и Незаметное. В пределах Первоначального рудного поля разведано три крупных штокверка — Первоначальный, Крутой, Центральный, расположенные на расстояниях 750—800 м друг от друга, и несколько мелких штокверковых тел — Оперяющий, Южный и Восточный.
Руды Пыркакайского узла представляют собой пронизанные кварцевыми прожилками песчано-сланцевые породы, которые в результате предрудных процессов превращены в метасоматиты с большим содержанием серицита, турмалина и пирротина. Кварцевые прожилки содержат, кроме касситерита, в заметных количествах сульфиды железа, мышьяка (арсенопирит), цинка, меди, а также вольфрамит, флюорит, топаз и другие минералы. Средние размеры вкрапленности касситерита составляют 5-6 мм, достигая максимума 15-20 мм. Крупный характер выделений касситерита, а также небольшое содержание сульфидов (не более 10 %) позволяют отнести руды Пыркакайских штокверков к категории легкообогатимых.

## Источник
- Пыркакайский олововоносный узел (Пыркакайские штокверки)